# Aspidium physematioides
Aspidium physematioides là một loài dương xỉ trong họ Tectariaceae. Loài này được Kuhn & Christ mô tả khoa học đầu tiên năm 1897.
Danh pháp khoa học của loài này chưa được làm sáng tỏ. 